# Piringen
Piringen (Frans: Pirange) is een dorp in de Belgische provincie Limburg en een deelgemeente van Tongeren-Borgloon, het was een zelfstandige gemeente tot aan de gemeentelijke herindeling van 1971.

## Toponymie
Piringen werd voor het eerst vermeld in 1224, als Piringes. Het is een samentrekking van een persoonsnaam en een -inghem uitgang (heem, of woonplaats).

## Geschiedenis
Op het grondgebied van Piringen werden sporen van Romeinse bewoning aangetroffen en overblijfselen van tumuli. Romeinse wegen doorkruisten het gebied.
Tijdens het ancien régime maakte Piringen deel uit van de stadsvrijheid van Tongeren.
De Sint-Gertrudisparochie bestond waarschijnlijk reeds in de 12e eeuw, en ze werd voor het eerst vermeld in 1205. Het was een kwartkerk van de Onze-Lieve-Vrouweparochie te Tongeren. Pas in de 19e eeuw werd Piringen een zelfstandige parochie. In 1819 werd de kerk, op de toren na, afgebroken en een nieuwe kerk gebouwd, en deze werd in 1940 weer vervangen door het huidige gebouw.
Tijdens de Negenjarige Oorlog, in 1694, werd Piringen geplunderd en gedeeltelijk verwoest. Ook de kerk werd niet gespaard.
Piringen was een zelfstandige gemeente tot 1971 toen het samen met Bommershoven en Widooie een nieuwe gemeente onder de naam Haren ging vormen. In 1977 werd de gemeente Haren opgeheven en werd Piringen samen met Widooie een deelgemeente van Tongeren. Bommershoven werd samen met Haren bij Borgloon gevoegd.

## Demografische ontwikkeling
- Bronnen:NIS, Opm:1831 tot en met 1961=volkstellingen

## Bezienswaardigheden

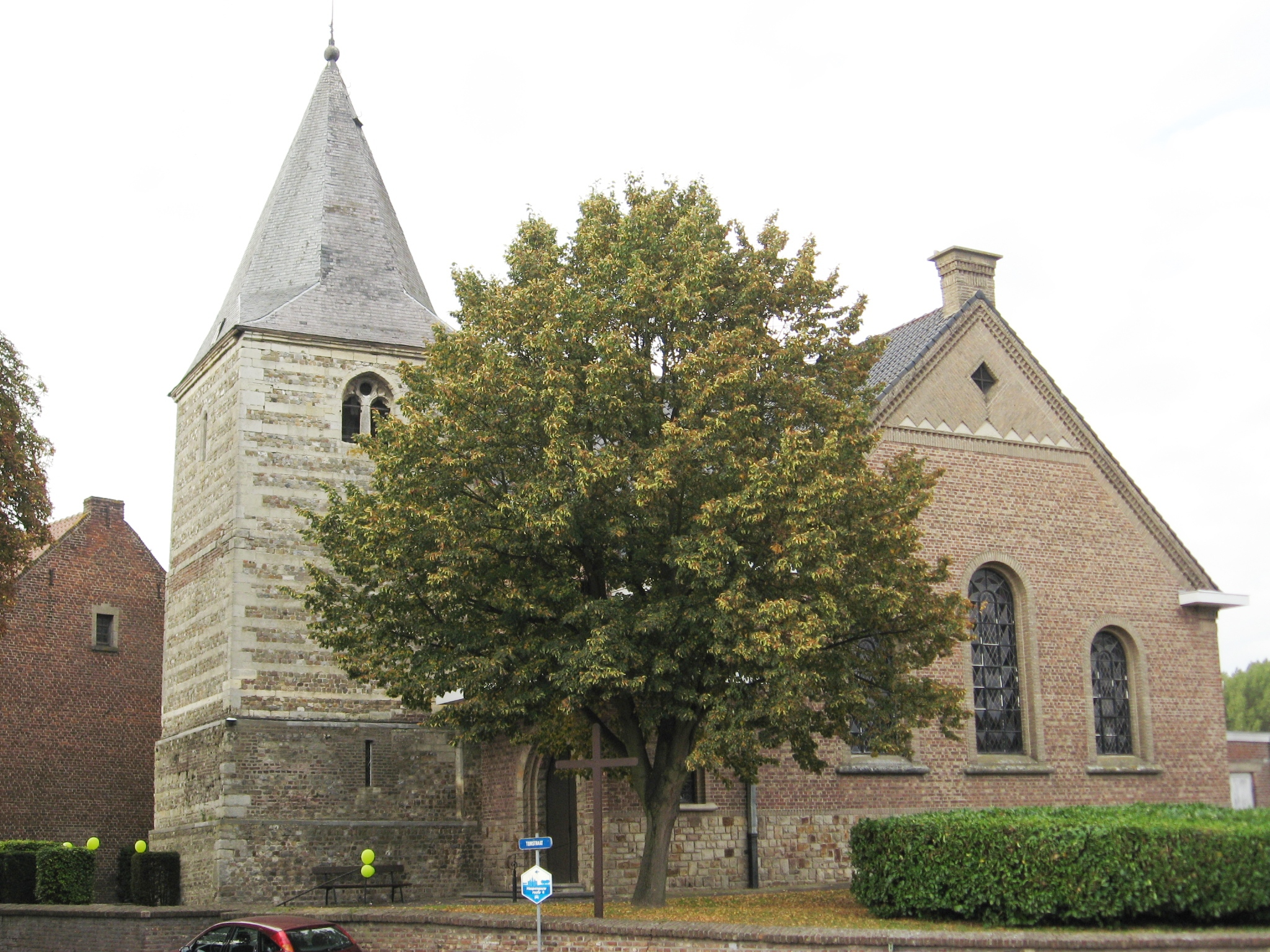
De Sint-Gertrudiskerk

- In de Tomstraat, het centrum van het dorp, staat de opvallende Sint-Gertrudiskerk. Het moderne gedeelte van deze kerk is gebouwd in 1940-1941, volgens de plannen van Joseph Deré. Hij behield de massieve westertoren in vroeggotische stijl.
- Kasteel Borghoven

## Natuur en landschap
Piringen ligt in vochtig-Haspengouw, op een hoogte van 65 tot 107 meter. Ten noorden van Piringen begint een beekje dat uitmondt in de Fonteinbeek. De vallei hiervan, met de steilrand naar de Ganzenberg, is aangewezen als natuurgebied. Het is vochtig en heeft een bijzondere flora en fauna. Op het plateau, dat doorsneden wordt door holle wegen, wordt landbouw en fruitteelt beoefend.

## Onderwijs
Piringen heeft een gemeentelijke basisschool, GBS de Zevensprong, hier gaan ongeveer 60 kinderen naar school. Daarnaast is er een katholieke kleuterschool, de Puzzel.

## Verenigingen
- een vrouwenbond: KVLV Piringen
- voetbalvereniging: Valencia VC Piringen
- wielertoeristenclub WTC-Piringen

## Nabijgelegen kernen
Tongeren, Haren, Widooie, Mulken, Kolmont